# Zakład budżetowy
Zakład budżetowy – jednostka organizacyjna sektora finansów publicznych, która odpłatnie wykonuje wyodrębnione zadania i pokrywa koszty swojej działalności z przychodów własnych (rozlicza się z budżetem państwa w trybie tzw. budżetowania netto). 
Nie posiada osobowości prawnej. Prowadzi gospodarkę finansową na zasadach określonych w przepisach prawa budżetowego (art. 6).

## Finansowanie zakładów budżetowych
Podstawą gospodarki finansowej zakładu budżetowego jest roczny plan finansowy obejmujący:
- przychody własne
- dotacje z budżetu państwa
- wydatki będące kosztami
- rozliczenie z budżetem (stan należności i zobowiązań na początek i na koniec okresu rozliczeniowego).

Plan finansowy zakładu określany jest przez kierownika zakładu.
Zakład budżetowy może otrzymywać:
- dotacje przedmiotowe,
- dotacje podmiotowe,
- dotację celową na dofinansowanie kosztów inwestycji
- nowo tworzony zakład może otrzymać jednorazowe dotacje z budżetu na pierwsze wyposażenie w środki obrotowe.

Dotacje dla zakładu budżetowego nie mogą przekroczyć 50% kosztów jego działalności, z wyłączeniem dotacji inwestycyjnych. Zakład budżetowy wpłaca do budżetu nadwyżki środków obrotowych ustalone na koniec okresu rozliczeniowego.

## Samorządowe zakłady budżetowe
Samorządowe zakłady budżetowe świadczą swoje usługi odpłatnie, zaś koszty ich działalności pokrywane są z przychodów własnych. Przychód może być wykorzystany do pokrycia kosztów np. obiektów sportowych, zakładów utylizacji odpadów, zakładów komunalnych, oczyszczalni ścieków.

## Tworzenie i przekształcanie zakładów budżetowych
Powoływanie, likwidacja, przekształcanie komunalnych zakładów budżetowych następuje decyzją organu stanowiącego j.s.t, przy uwzględnieniu przepisów ustawy o gospodarce komunalnej i ustawy o finansach publicznych.
Państwowe zakłady budżetowe, a także część samorządowych, zostały zlikwidowane przed 1 stycznia 2011 r. 